# Allgemeines Anpassungssyndrom

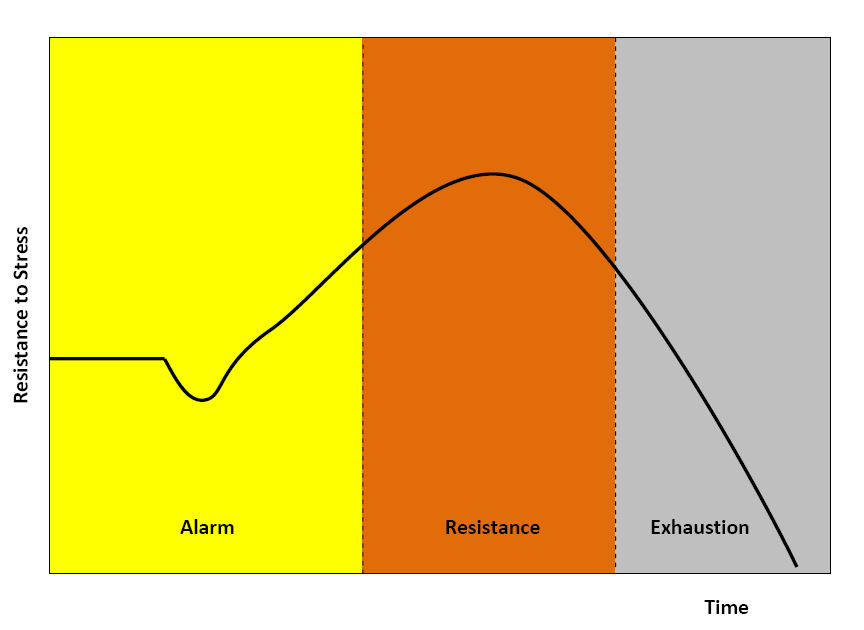
Phasen des Allgemeinen Anpassungssyndroms

Allgemeines Anpassungssyndrom (AAS, synonym Adaptationssyndrom, Selye-Syndrom, englisch GAS, general adaptation syndrome) bezeichnet ein allgemeines Reaktionsmuster des Körpers auf länger anhaltende Stressreize. Entwickelt wurde das Modell von Hans Selye (1946, 1956, 1974, 1978).

## Beschreibung
Ist ein Organismus längere Zeit Stressoren (z. B. Leistungsdruck, Lärm, Hitze, Hunger, psychische Belastungen) ausgesetzt, zeigt er eine Antwort, die eine kurzzeitige Erhöhung der Widerstandskraft bewirkt, langfristig aber zu körperlichen Schäden bis hin zum Tod führen kann.
Man unterscheidet drei Stadien:

### Alarmreaktion
Die akute körperliche Anpassungsreaktion wird vor allem durch Stresshormone ausgelöst, die der raschen Bereitstellung von Energiereserven dienen. Die Katecholamine bewirken eine Erhöhung von Blutdruck und Puls, während die Hypophyse vermehrt ACTH (adrenocorticotropes Hormon) ausschüttet, das auf die Nebennierenrinde einwirkt. Diese erhöht ihre Aktivität und gibt vermehrt Glukokortikoide, wie z. B. Cortisol, ab. Cortisol bewirkt eine Hemmung der Proteinbiosynthese und fördert den Proteinabbau in Knochen, Muskeln und lymphatischen Gewebe. Diese Prozesse haben eine erhöhte Aminosäureabgabe ins Blut zur Folge. Diese freien Aminosäuren werden in der Leber zur Glucoseneubildung eingesetzt, der Blutzuckerspiegel steigt und es kommt zur Hyperglykämie. Außerdem wird, durch die Hemmung der Proteinbiosynthese in den lymphatischen Organen, die Tätigkeit des Immunsystems unterdrückt (Entzündungshemmung). Der Körper gerät so in einen Zustand erhöhter Aktivität und höherer Leistungsbereitschaft.

### Widerstandsstadium
Nach einer kurzen Alarmreaktion gerät der Körper in die sogenannte Widerstandsphase, in der er bestrebt ist, das aktuelle Stressniveau durch Beseitigung der stressauslösenden Reize wieder zu reduzieren, die in der Alarmreaktion ausgeschütteten Stresshormone abzubauen und so den Normalzustand wiederherzustellen. Diese Widerstandsphase kann allerdings nur für einen begrenzten Zeitraum aufrechterhalten werden.
Es kommt zur Ausschüttung von Somatotropin (STH) und Mineralocorticoiden sowie zur Zunahme entzündlicher Reaktionen wie Magengeschwüren.

### Erschöpfungsstadium
Ist ein Mensch ständig Phasen erhöhter Aktiviertheit ausgesetzt, kann es zu ernsthaften Langzeitschädigungen kommen. Auf körperlicher Ebene kann es zur Schrumpfung der Thymusdrüse und der Lymphdrüsen kommen. Es können zudem Magengeschwüre entstehen. Mittelfristig kann es zu Störungen auf der kognitiven, der emotionalen, der vegetativ-hormonellen und der muskulären Ebene kommen.
Beispiele für Störungen aufgrund von andauerndem Stress sind verzerrte Wahrnehmungen und Denkweisen (kognitive Ebene), Befindlichkeitsstörungen wie Gereiztheit, Ängstlichkeit, Unsicherheit oder Aggressivität (emotionale Ebene). Weitere Folgen können verminderte Leistungsfähigkeit, ineffiziente Handlungsweisen sowie allgemeine Überforderung und Erschöpfung sein. Die Erschöpfung zeigt sich unter anderem darin, dass der Körper schneller in den genannten Aktivierungszustand (siehe „Alarmreaktion“) gerät, wobei die Aktivierung intensiver ist und der Körper sich nur langsam wieder erholt (vegetativ-hormonelle Ebene).
Langfristige Auswirkungen von Stress können die langfristige Beeinträchtigung des Wohlbefindens, psychosomatische und psychische Störungen sowie diverse Krankheiten (z. B. Magen-Darm-Krankheiten, Hautkrankheiten, Schlafstörungen, Depression, Burnout-Syndrom) sein. Außerdem ist das Risiko für Bluthochdruck und Herz-Kreislauf-Krankheiten erhöht (vgl. Faltermaier, 2005).